# Михајловка
Михајловка (рус. Михайловка) град је у Русији у Волгоградској области. Према попису становништва из 2010. у граду је живело 59.153 становника.

## Становништво
Према прелиминарним подацима са пописа, у граду је 2010. живело 59.153 становника, 881 (1,47%) мање него 2002.
| 1939.  | 1959.  | 1970.  | 1979.  | 1989.  | 2002.  | 2010.  |
| ------ | ------ | ------ | ------ | ------ | ------ | ------ |
| 18.000 | 34.984 | 49.797 | 58.193 | 58.323 | 60.034 | 59.132 |